# Essigella fusca
Essigella fusca är en insektsart som beskrevs av David D. Gillette och Palmer 1924. Essigella fusca ingår i släktet Essigella och familjen långrörsbladlöss.

## Underarter
Arten delas in i följande underarter:
- E. f. fusca
- E. f. voegtlini